# Riparo di Visogliano
Riparo di Visogliano è un sito archeologico scoperto nel 1974 in un riparo sotto roccia vicino a Visogliano, in provincia di Trieste. 

## Descrizione
Il sito archeologico, ritrovato casualmente in conseguenza di lavori di sterro, è composto da tre distinti depositi; dal riparo vero e proprio, da una breccia esterna al riparo, e da una piccola dolina vicina al riparo.
Il sito, oltre a reperti di fauna pleistocenica, ha riportato alla luce manufatti litici datati aun arco temporale del paleolitico inferiore che van da 450 000 a 80 000 anni dal presente (BP - Before Present in inglese), e resti fossili umani: cinque denti e un frammento di mandibola,che sono attribuiti ad individui della specie Homo heidelbergensis. 
Tra i manufatti litici, chopper a una o due faccie, strumenti su scheggia, e numerose scheggie non ritoccate, mentre tra i resti faunistici si trovano ossa fossili di rinoceronte e cavallo.